# Plei@d
Plei@d est une plateforme d'apprentissage (Learning management system, LMS, en anglais) qui existe depuis 1998, développée à l'origine pour le CNAM Pays de la Loire. Pleiad = Pays de la Loire, Enseignement Interactif A Distance. En 2002, date à laquelle le CEANTE (centre d'étude et d'application des nouvelles technologies éducatives) fut créé, les serveurs ont migré vers du LAPP (Linux, Apache, PostgreSQL, PHP).
Elle appartient au CNAM et est mise en œuvre par les centres CNAM et certaines universités.